# Libá (zámek)
Zámek Libá (dříve též Liebenstein) je hrad přestavěný na zámek na vyvýšenině nad Libským potokem v jihovýchodní části obce Libá v okrese Cheb, nedaleko Františkových Lázní v západních Čechách. Zámek je od roku 1963 chráněn jako kulturní památka.

## Historie
Hrad a obec vznikly okolo poloviny 13. století. Roku 1264 je zmiňován Ruprecht z Nového Liebensteina, čímž je doložena existence hradu. Na sklonku 13. století rod Liebensteinů vymřel a hrad byl pobořen. Roku 1346 panství i se zničeným hradem získal jako české korunní léno chebský měšťan František Gosswein a v roce 1355 jej se svolením Karla IV. obnovil. Později Václav IV. Gossweinům kvůli četným loupežím hrad odňal a propůjčil jej v roce 1381 Johannu I. z Leuchtenberka. Ten jej roku 1400 prodal chebskému měšťanu Erhardu Rudischovi. Po jeho smrti v roce 1406 zdědili Libou rytíři ze Sparnaku, od kterých koupili panství po roce 1425 Zedtwitzové, který ho i s hradem vlastnil až do začátku 20. století. V roce 1945 bylo celé panství zkonfiskované státem. Při požáru v osmdesátých letech 20. století utrpěl zámek značné škody. Od roku 1991 je zámek v soukromém vlastnictví a probíhá jeho celková rekonstrukce. Část památky je od roku 2014 otevřena veřejnosti.

## Stavební podoba
Původní nevelký hrad patřil mezi hrady bergfritového typu, byť není jasné, zda byl okrouhlý bergfrit součástí nejstarší stavební fáze. Tvořilo jej předhradí a stísněné hradní jádro, na jehož jihozápadní straně stál malý, snad věžovitý, palác postavený z kvádrového zdiva. V průběhu čtrnáctého století obytné možnosti vylepšil nově postavený výstavný palác a nejspíše bylo upraveno také komunikační schéma hradu.
Opevnění předhradí zesilovaly čtverhranné věže nebo bašty. Od roku 1406 býval součástí předhradí také hradní kostel, který se nejspíše nacházel v místech barokního kostela svaté Kateřiny. Původní hrad byl po jeho zpustošení v roce 1719 během v třicetileté války opraven a okolo roku 1770 přestavěn na rokokový zámek. Na vyobrazení zámku z poloviny 18. století však na místě tehdy neexistujícího kostela byla zakreslena okrouhlá nárožní věž.

## Galerie

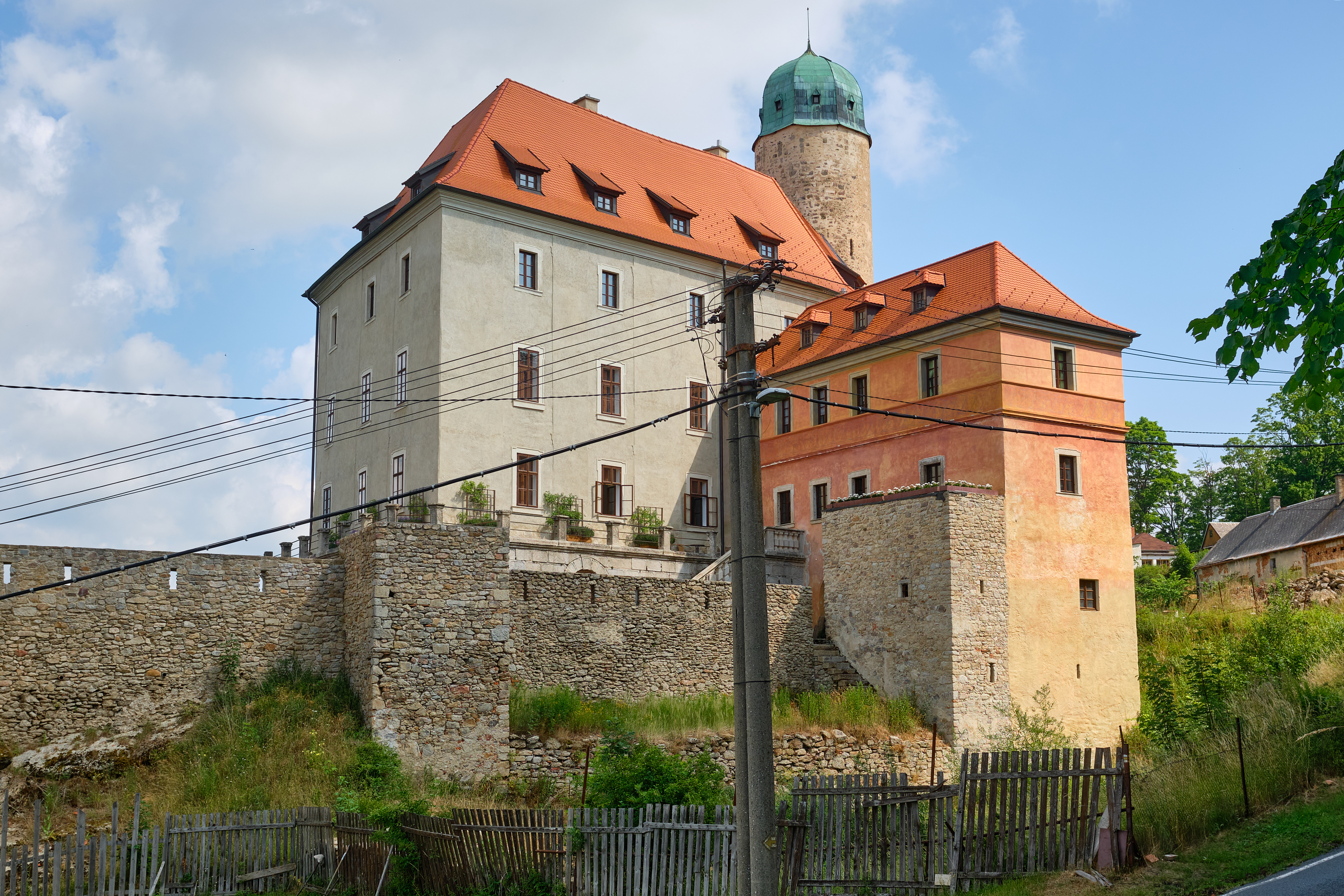
Pohled na zámek od jihu
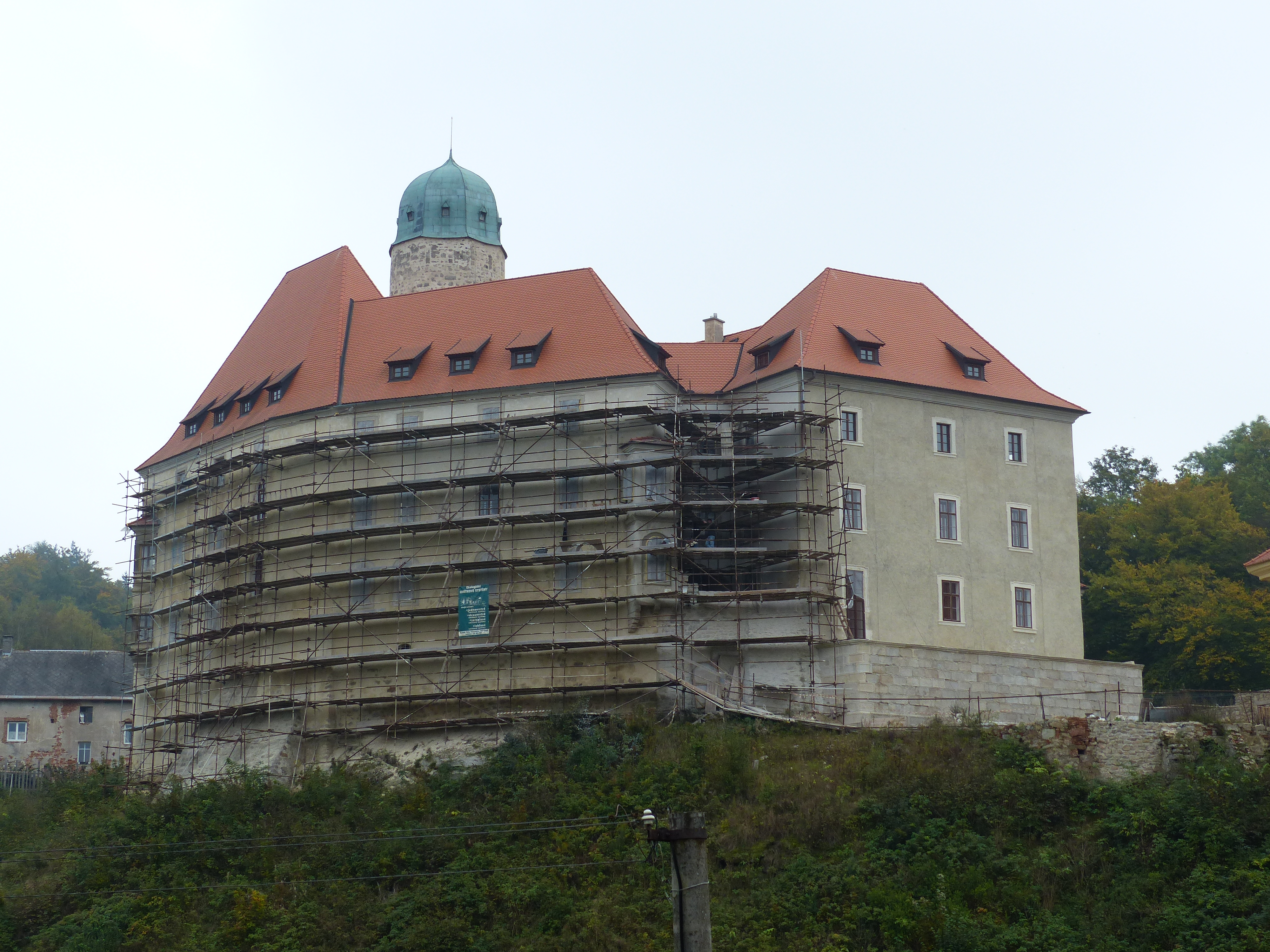
Rekonstrukce zámku
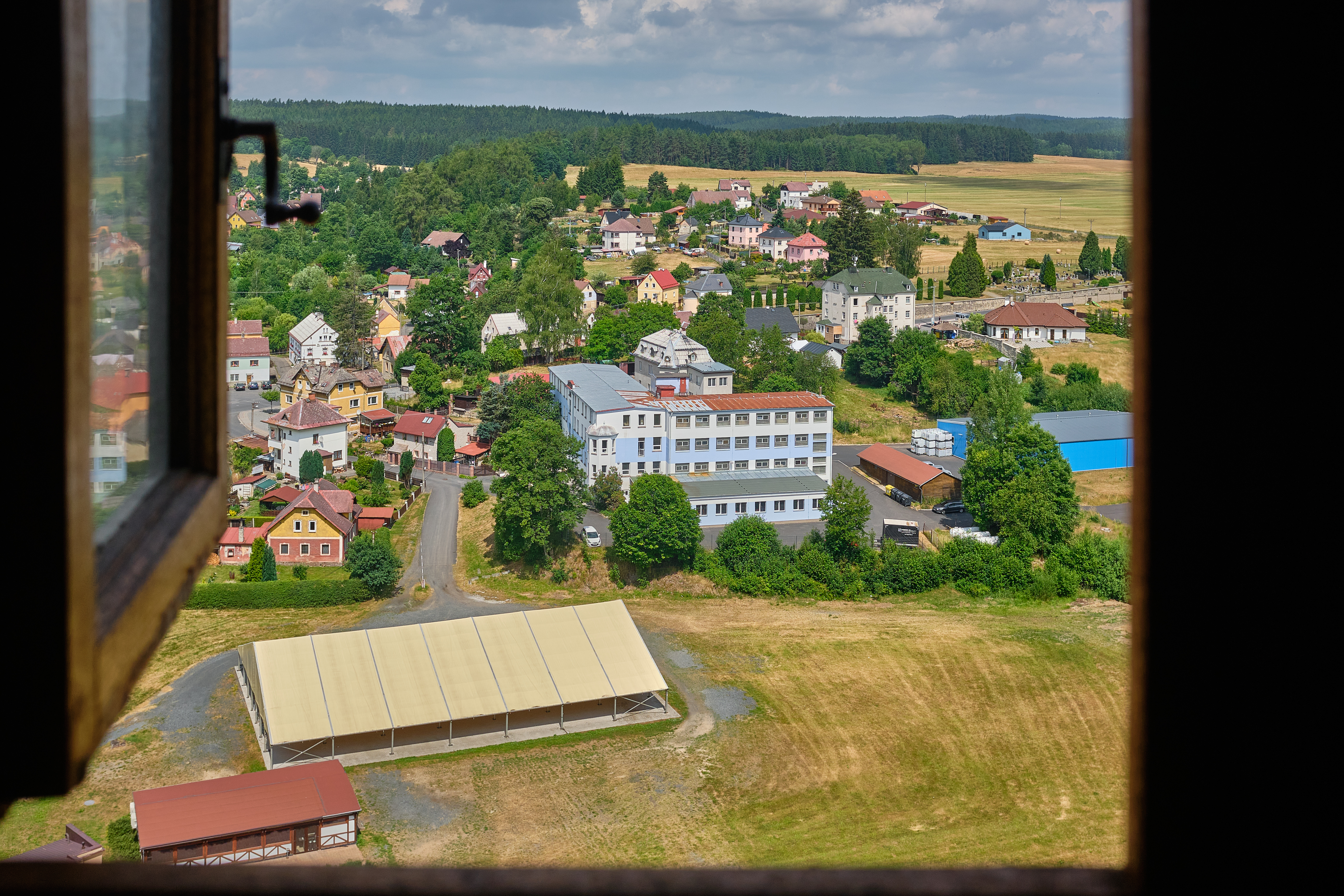
Pohled z věže na Libou
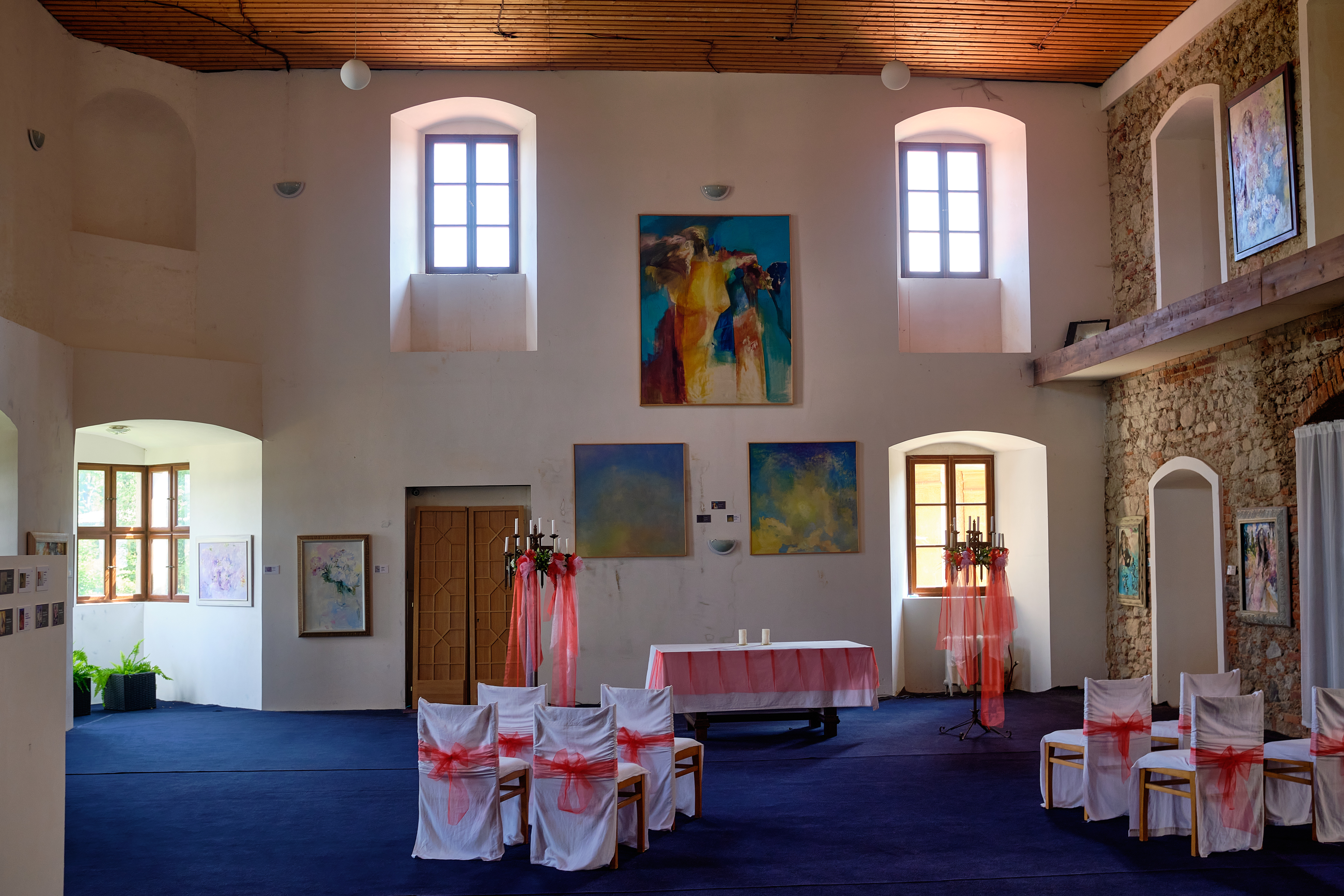
Interiér zámku
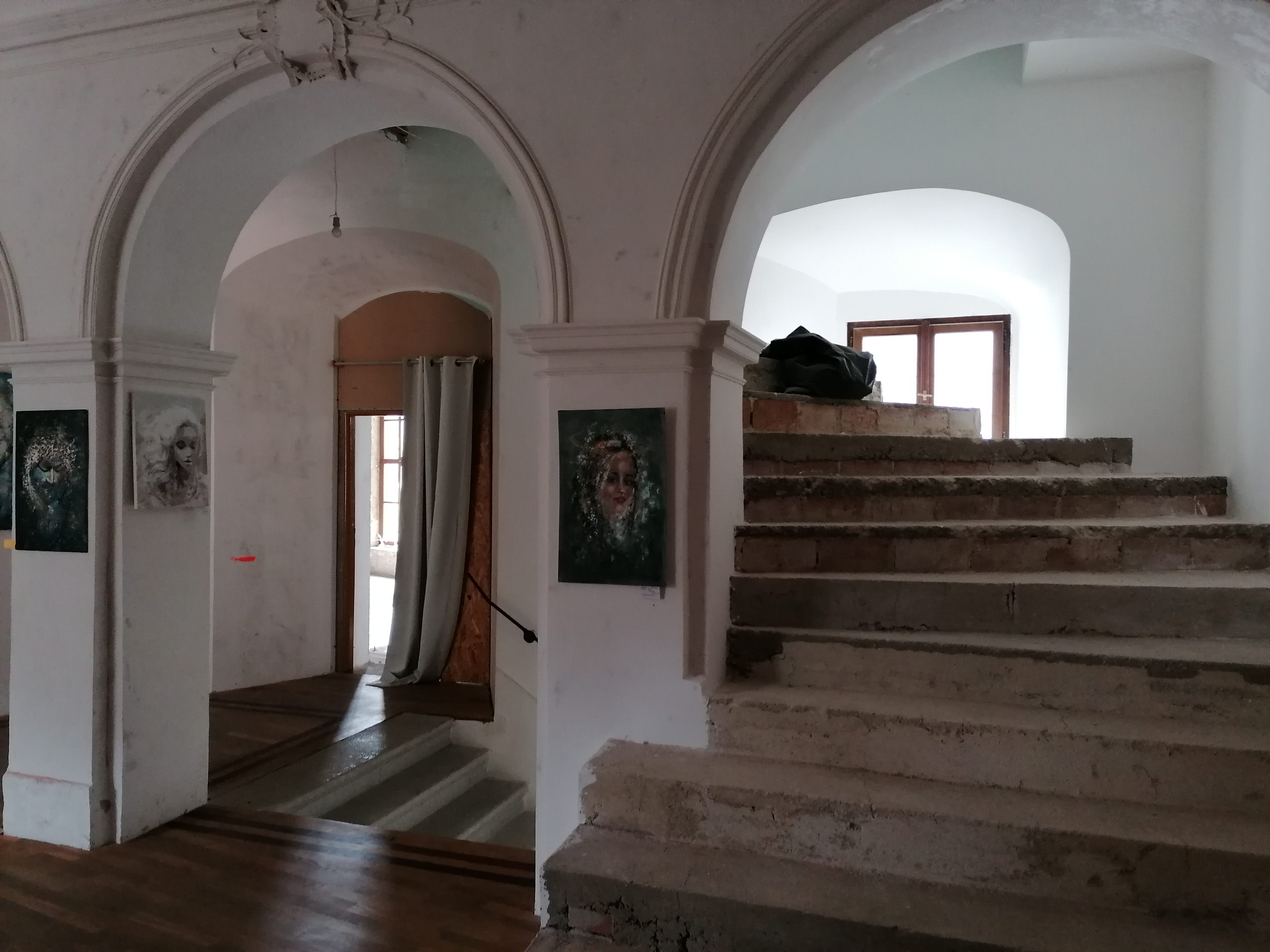
Interiér zámku
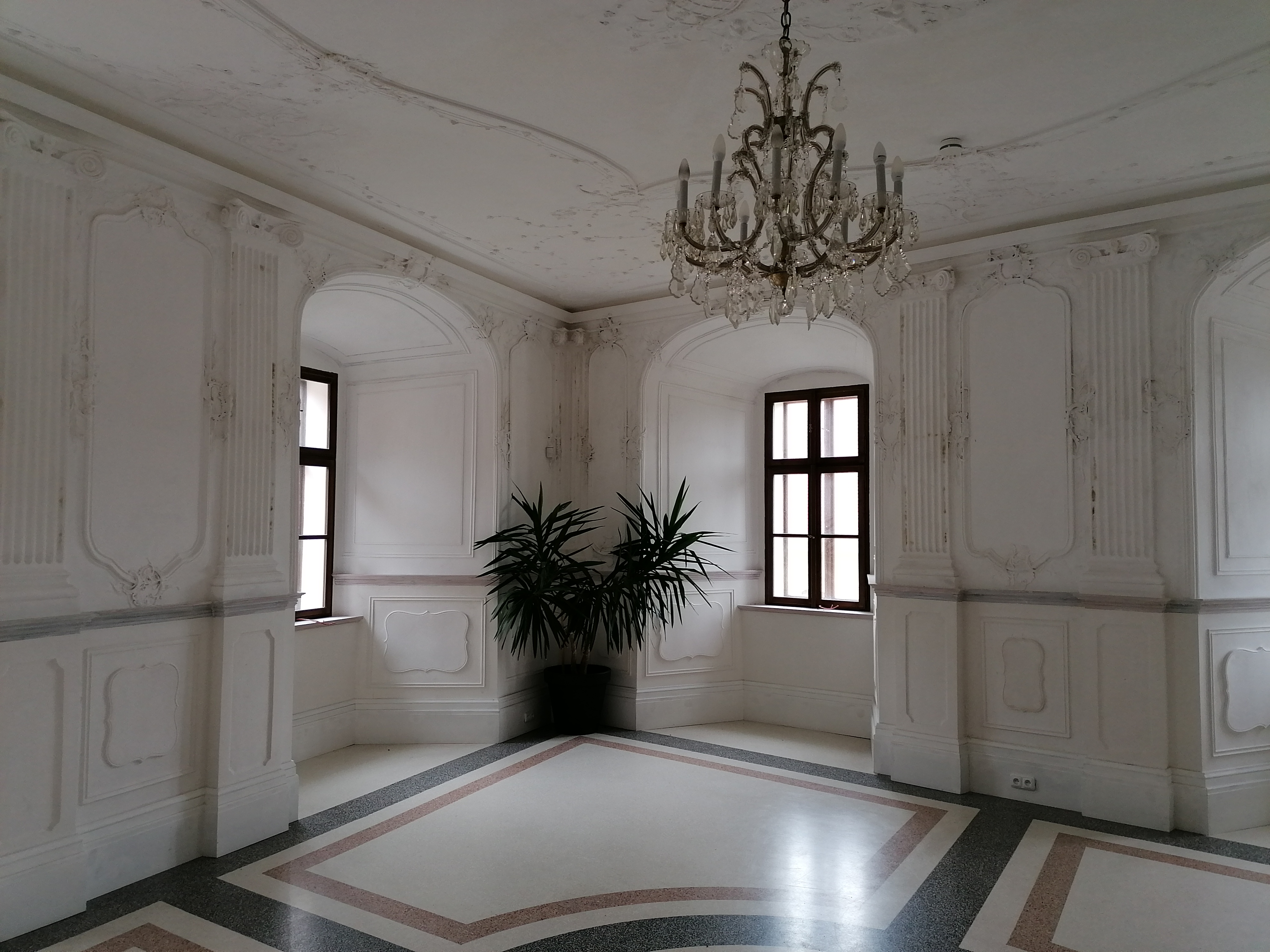
Interiér zámku